# WSA-Greenlife/Saison 2014
Dieser Artikel listet Erfolge und Fahrer des Radsportteams WSA-Greenlife in der Saison 2014 auf.

## Zugänge – Abgänge
| Zugänge           | Team 2013       | Abgänge             | Team 2014          |
| ----------------- | --------------- | ------------------- | ------------------ |
| Florian Bissinger | Team Vorarlberg | Josef Benetseder    | Tirol Cycling Team |
| Florian Gaugl     | Team Marchiol   | Gernot Auer         | Karriereende       |
| Robin Ratkic      | Neoprofi        | Wolfgang Geisler    | Unbekannt          |
| Lukas Schlemmer   | Neoprofi        | Patrick Schörkmayer | Unbekannt          |

## Mannschaft
| Name              | Geburtstag        | Nationalität |
| ----------------- | ----------------- | ------------ |
| Daniel Auer       | 26. Oktober 1994  | Österreich   |
| Florian Bissinger | 30. Januar 1988   | Deutschland  |
| Alexander Brus    | 11. August 1994   | Österreich   |
| Florian Gaugl     | 8. Januar 1991    | Österreich   |
| Markus Götz       | 13. Januar 1985   | Österreich   |
| Bernhard Kroger   | 26. Februar 1994  | Österreich   |
| Paul Lang         | 31. Oktober 1991  | Österreich   |
| Hans-Jörg Leopold | 25. April 1983    | Österreich   |
| Robin Ratkic      | 5. September 1995 | Österreich   |
| Lukas Schlemmer   | 5. März 1995      | Österreich   |
| Martin Schöffmann | 31. März 1987     | Österreich   |
| Michael Taferner  | 17. Juni 1993     | Österreich   |